# Timothy Kitson
Timothy Peter Geoffrey Kitson (28 janvier 1931-18 mai 2019) est un homme politique conservateur qui est député de Richmond, dans le Yorkshire du Nord de 1959 à 1983.

## Biographie
Kitson est le fils de Geoffrey H. et Kathleen Kitson. Il fait ses études à Charterhouse School et au Royal Agricultural College, Cirencester. Il est agriculteur en Australie de 1949 à 1951. De 1954 à 1957, il est conseiller au conseil du district rural de Thirsk et de 1957 à 1961 au conseil du comté de North Riding. Au Parlement, il est co-secrétaire honoraire du comité parlementaire conservateur sur l'agriculture, les pêches et l'alimentation de 1965 à 1966 et secrétaire parlementaire privé du premier ministre de l'époque Edward Heath de 1970 à 1974.
En 1964 et 1965, Kitson soutient le projet de loi sur le meurtre (abolition de la peine de mort) du député travailliste Sydney Silverman . Il s'est toutefois opposé à l'abolition sous la forme finalisée en 1969. Kitson reçoit un titre de chevalier dans la liste des honneurs de démission de Heath en 1974 .
Le côté drôle de sa personnalité est raconté dans une anecdote par Heath dans son autobiographie. Heath entretenait des relations amicales avec le responsable politique de Singapour, Lee Kuan Yew ['Harry' Lee]: «Chaque fois que je me suis rendu à Singapour, à l'exception de la Conférence du Commonwealth de 1971, Harry Lee m'a généreusement installé dans sa maison d'hôtes personnelle et a étendu son hospitalité..Ses dîners sont marqués par une carte d'invitation et un menu avec «Il est interdit de fumer» fortement imprimé en haut. Dîner avec la famille Lee une fois dehors dans son jardin, j'ai été alarmé lorsque le majordome s'est approché de Sir Timothy Kitson, mon secrétaire privé parlementaire, et lui a remis un mot. Après l'avoir lu, Tim s'est excusé auprès du premier ministre [Lee Kuan Yew] et a demandé à être excusé pendant qu'il téléphonait à Londres. Il est revenu après une vingtaine de minutes, mais une demi-heure plus tard, la même chose s'est produite. Encore une fois, Tim est revenu sans un mot d'explication. Quand nous nous sommes levés après le dîner, je me suis tranquillement approché de lui et lui ai dit: `` Tim, de quoi s'agissait-il? ? Quelque chose ne va pas ? Que se passe-t-il à Londres? «Je ne t'ai pas inquiété parce que tout va parfaitement bien», répondit-il. 'Je devais juste fumer une cigarette.' " .

## Vie privée
Kitson épouse Diana Mary Fattorini en 1959; le couple a deux filles et un fils. Il est décédé le 18 mai 2019, à l'âge de 88 ans.